# レソト国立大学
レソト国立大学は、レソトの首都マセル近郊のロマに所在する国立大学。

## 歴史
1945年に設立したピウス12世カトリック学院大学を母体に、レソトはスワジランド、ボツワナと共同で「ボツワナ・レソト･スワジランド大学」を設立していたが、1975年にレソト国立大学として分離した。

## 学部
- 農学部
- 教育学部
- 健康科学部
- 人類学部
- 法学部
- 科学技術部
- 社会学部

## 主な出身人物
- プムズィレ・ムランボ＝ヌクカ - 政治家。南アフリカ共和国第4代副大統領